# Polystictus superciliaris
Polystictus superciliaris е вид птица от семейство Tyrannidae.

## Разпространение
Видът е разпространен в Бразилия.